# (10895) Aynrand
(10895) Aynrand est un astéroïde de la ceinture principale.

## Description
(10895) Aynrand est un astéroïde de la ceinture principale. Il fut découvert le 11 octobre 1997 à l'Observatoire Rand par George R. Viscome. Il présente une orbite caractérisée par un demi-grand axe de 2,26 UA, une excentricité de 0,07 et une inclinaison de 5,1° par rapport à l'écliptique.

## Compléments